# Antoine Aoukar
Mons. Antoine Aoukar, O.A.M. (* 28. prosince 1964 Bejrút) je libanonský duchovní Maronitské katolické církve, člen Antoniánského maronitského řádu a biskup.

## Život
Narodil se 28. prosince 1964 v Mreiji (Bejrút). 
Po lyceích v Ghaziru a Bejrútu studoval matematiku na Libanonské univerzitě. Následně se rozhodl vstoupit do noviciátu Antoniánského maronitského řádu a byl poslán na Katolický institut v Lyonu, kde získal licenciát z teologie. Dne 12. června 1995 složil své věčné řeholní sliby a 10. srpna 1996 přijal kněžské svěcení. Po vysvěcení se stal sekretářem generálního představeného řádu.
Byl profesorem biblistiky na univerzitě a farním vikářem ve farnosti svatého Eliáše v Antelias. Později byl zvolen představeným kláštera Mar Chaya a generálním vikářem řádu. Roku 2011 absolvoval doktorské studium biblistiky na Univerzitě Saint Esprit v Kasliku.
Dne 15. června 2019 byla papežem Františkem schválena jeho volba Synodem biskupů Maronitské církve kuriálním biskupem patriarchátu s udělením titulárního sídla v Ptolemais ve Fénicii. Biskupské svěcení přijal 31. července 2019 z rukou kardinála Béchara Butruse Raï a spolusvětiteli byli arcibiskup Paul Abdel Sater a biskup Simon Atallah.
Hovoří arabsky, francouzsky, anglicky, syrsky, řecky a hebrejsky.